# Serritor
Na mitologia Romana, Saritor era o deus de cavar e capina. Seu nome era invocado durante a Cerealia, juntamente com os outros 11 auxiliares da deusa Ceres.